# Artedidraco orianae
Artedidraco orianae är en fiskart som beskrevs av Regan, 1914. Artedidraco orianae ingår i släktet Artedidraco och familjen Artedidraconidae. Inga underarter finns listade i Catalogue of Life.

## Bildgalleri

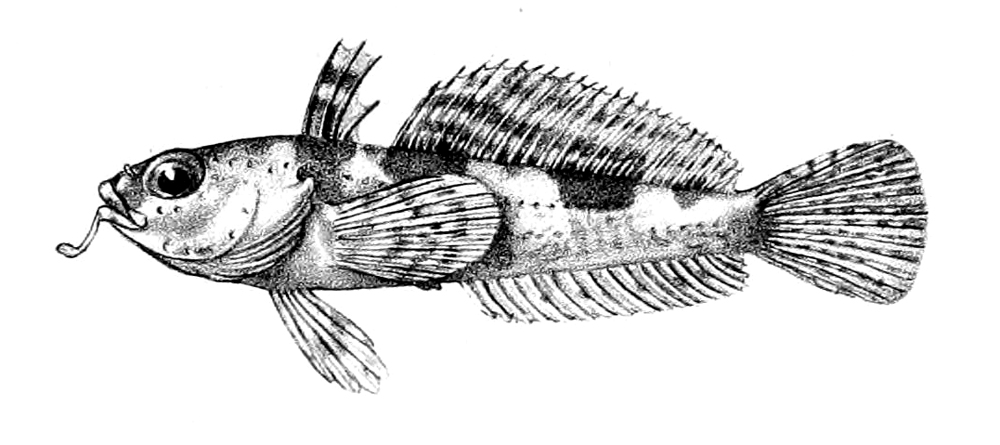